# Hi Ho Silver Lining
Hi Ho Silver Lining is een nummer geschreven door de Amerikaanse songwriters Scott English en Larry Weiss. Het nummer is in maart 1967 uitgebracht door zowel de Britse band The Attack als door Jeff Beck.
De versie van The Attack werd enkele dagen eerder uitgebracht, maar behaalde in geen enkel land de hitlijsten. De versie van Beck had meer succes. Het was zijn eerste solosingle, nadat hij al succes had met The Yardbirds en als sessiemuzikant. Op het nummer speelt Beck gitaar en neemt hij de leadzang voor zijn rekening. John Paul Jones speelt bas, Clem Cattini drums en Rod Stewart levert de achtergrondzang.
De single verkocht ook goed vanwege de B-kant, Beck's Bolero (op sommige uitgaven ook Bolero) genoemd. Dit instrumentale nummer, opgenomen op 16 mei 1966,  was los gebaseerd op Ravels Bolero. Beck speelde hier samen met Keith Moon, Jimmy Page, John Paul Jones en Nicky Hopkins. Het was de eerste keer dat de Led Zeppelin-oprichters Page en Jones samen op een opname te horen zijn.
De single bereikte een 14e plek in de Britse Singles Chart en een twaalfde plek in de Nederlandse Top 40.
Het nummer is populair bij Britse voetbalfans, met name die van Sheffield Wednesday en Wolverhampton Wanderers, die tijdens wedstrijden het refrein zingen en daarbij "Silver Lining" vervangen door de clubnaam.

## NPO Radio 2 Top 2000
| Nummer met noteringen in de NPO Radio 2 Top 2000 | '00  | '01-'02 | '03  |
| ------------------------------------------------ | ---- | ------- | ---- |
| Hi Ho Silver Lining (Jeff Beck)                  | 1605 | -       | 1943 |

1. ↑  Een '-' betekent dat het nummer niet was genoteerd en een vetgedrukt getal geeft de hoogste notering aan.
2. ↑  2000 was het eerste jaar met een notering voor dit nummer.
3. ↑  Deze tabel is bijgewerkt tot en met de laatste editie (2024).